# 中嶋優一
中嶋 優一（なかじま ゆういち、1972年8月6日 - ）は、日本のフジテレビ人事局付、元テレビプロデューサー。

## 来歴
東京都新宿区出身。東京都立新宿高等学校、慶應義塾大学経済学部卒業。
1996年、フジテレビ入社。報道への配属を希望していたが、制作（バラエティ）に配属となった。その後、『めちゃ2イケてるッ!』（以下『めちゃイケ』）の9番目のアシスタントディレクター（AD）として番組制作に参加。2001年4月、チーフADからAPに昇格。2004年に放送された『めちゃイケ』の企画「日本一周打ち上げの旅」において、中居正広の一言でプロデューサーへの昇格が決定。2011年11月26日放送まで担当したが、その後も「アドバイザリースタッフ」として番組に携わっている。
2012年7月からチーフプロデューサーに昇格。2013年9月30日からは『森田一義アワー 笑っていいとも!』のチーフプロデューサーに就任、最終回まで担当した。2018年1月頃から2020年9月までは一部の担当番組で制作統括としてクレジットされている。2022年6月27日までは、編成制作局制作センター第二制作室企画担当部長・チーフプロデューサーだった。2022年6月28日付で、編成制作局バラエティー制作センター部長に就任。2023年6月27日付で、編成制作局編成部長に就任。2024年7月1日付で、編成局編成戦略センター室長兼編成部長に就任。2025年1月付で人事局付、6月5日付で4段階降格処分となった。後任の編成部長は上原寿一、ただし肩書きはコンテンツ投資戦略部長となる。

## 人物
実家がスタジオアルタの近くだった縁もあり、『笑っていいとも!』の存在がなければ同局を受けなかったかもしれないとの本人談もある。
お笑い番組を制作するにあたって、他と差別化するために「これが面白いと思ったことを僕らスタッフや出演者の方々がそれを信じてやるだけ」と心掛けている。
チョコレートプラネットの松尾がYouTube『新しいカギちゃんねる』で中嶋のモノマネを披露し、話題になった。

## 過去の担当番組

### 制作統括
レギュラー
- ダウンタウンなう（以前はチーフプロデューサー）[11]
- 人志松本の酒のツマミになる話（以前はチーフプロデューサー）[12]
- ワイドナショー（以前はチーフプロデューサー）[13]
- 芸能人が本気で考えた!ドッキリGP（以前はチーフプロデューサー）[14]
- ジャンクSPORTS[15]
- 新しいカギ[16]
- オールナイトフジコ[17]
- まつもtoなかい（特番時代はチーフプロデューサー）[3]

特番
- 東野アタック（2017年10月22日）[18]
- BACK TO SCHOOL!（2019年1月4日 - 4月1日）
- 上沼恵美子×坂上忍の東西べしゃり歌合戦（2019年11月1日）
- タビフクヤマ（2019年11月1日）
- 嵐ツボ（以前はチーフプロデューサー）
- 人志松本のすべらない話（以前はチーフプロデューサー）[15]
- IPPONグランプリ（以前はチーフプロデューサー）[15]
- HEY!HEY!NEO!（以前はチーフプロデューサー）[19]
- ギリギリ昔話（以前はチーフプロデューサー）
- さまぁ〜ずコントTV（以前はチーフプロデューサー）
- さんまのFNS全国アナウンサー一斉点検（以前はチーフプロデューサー）[20]
- ビートたけしのオワラボ（以前はチーフプロデューサー）
- 名曲お宝音楽祭（以前はチーフプロデューサー）[21]
- 二宮ん家[15]
- ドラフトコント[22]
- まっちゃんねる[15]
- FNSラフ&ミュージック2022〜歌と笑いの祭典〜
- チャレンジトークバラエティ オドオド×ハラハラ[23]
- アウト×デラックス[24]

### 企画統括
特番
- THE SECOND 〜漫才トーナメント〜

### チーフプロデューサー
レギュラー
- アイドリング!!!
- ピカルの定理
- ハマ3
- 森田一義アワー 笑っていいとも!（2013年9月30日 - 2014年3月31日）
- 笑っていいとも!増刊号（2013年10月6日 - 2014年3月30日）
- TOKYOラッシュアワー
- EXILEカジノ→EXILEカジノJP
- してみるテレビ!教訓のススメ
- 噺家が闇夜にコソコソ
- ヨルタモリ
- 華丸大吉の2020
- 人生のパイセンTV
- スポーツジャングル
- さまぁ〜ずの神ギ問[25]
- フルタチさん
- トーキングフルーツ
- ホンマでっか!?TV
- さんまのお笑い向上委員会
- アウト×デラックス

特番
- 何歳の!?偉人伝（2012年9月11日）
- 〜感動の神対応バラエティ〜 おお!Myゴッド（2013年1月1日）
- オタクール・ジャパン（2013年10月4日）
- 武井壮40歳 世界マスターズ陸上に挑戦（2013年11月10日）
- 笑っていいとも! ラストクリスマス特大号（2013年12月25日）
- 笑っていいとも! グランドフィナーレ 感謝の超特大号（2014年3月31日）
- 神様カメラ（2014年1月3日）
- ファミスマ（2014年8月11日）
- バンクルワセ（2014年10月6日）
- 気づいちゃった人々2014（2014年12月28日）
- 鶴瓶のうるさすぎる新年会（2015年1月1日）
- 東京落語歩き（2015年1月4日）
- 中居正広のISORO（2015年3月23日）
- 日本のダイモンダイ（2015年11月9日）
- FNSお笑い祭（2015年12月28日）
- 華丸大吉のジモトアイポケット（2016年1月1日）
- 名医のベストアンサー（2016年1月4日）
- いきなりチャレンジャー（2016年3月29日）
- 古市ドア（2016年3月29日）
- イルネスな男たち（2016年5月8日）
- 珍発見!ギャップオファーGP（2016年6月21日）
- クイズ!気をつけて（2016年7月6日）
- FNS27時間テレビフェスティバル!（2016年7月23日・24日）
  - FNS27時間テレビ にほんのれきし（2017年9月9日・10日）[26]
  - FNS27時間テレビ にほん人は何を食べてきたのか?（2018年9月8日・9日）
  - FNS27時間テレビ2019 にほんのスポーツは強いっ!（2019年11月2日・3日）
- この話、凄くないですか?
- アナとうどん
- 人生再生資金（2016年12月29日）
- ENGEIグランドスラム
- THE MANZAI
- Cygames THE MANZAI マスターズ
- とんぱちオードリー
- 笑わせたもん勝ちトーナメント KYO-ICHI
- 答えを聞いたらもう一度見たくなる! クイズ二度見
- 明石家サンタの史上最大のクリスマスプレゼントショー
- さんまの番組向上委員会
- さんま&女芸人お泊まり会
- 明石家笑業修学旅行〜お笑い向上の旅〜（2019年11月23日）
- ウタフクヤマ
- 何を隠そう、それが…!
- ノリタケ・フミヤ・ヒロミが行く! キャンピングカー合宿〜出会い・ふれあい・幸せ旅〜
- 芸人ドキュメンタリー 下がり上がり
- ドSトレーニング
- 旅する落語
- バカリズムのそこスルーする?
- ロケ芸人最強決定戦 外王
- ウタズキ
- ホンキで弟子入り!免許皆伝
- モノシリーのとっておきSP
- FNSラフ&ミュージック〜歌と笑いの祭典〜（2021年8月28日・29日）
- お笑いオムニバスGP

### ゼネラルプロデューサー
レギュラー
- 関ジャニ∞クロニクル（以前はチーフプロデューサー→制作統括）

特番
- FNS歌謡祭

### プロデューサー
レギュラー
- SMAP×SMAP特別編『小さな恋のメロディー』（2003年1月6日、プロデュース）
- 第41回新春かくし芸大会2004のオープニング演目「モーニング娘。15人連続テーブルクロス引き」（プロデュース）
- 新しい波16
- ふくらむスクラム!!
- 1ばんスクラム!!
- サタデー・ナイト・ライブ JPN
- ナダールの穴
- うもれびと

特番
- FNS27時間テレビ
  - FNS27時間テレビ18 めちゃ²オキてるッ! 楽しくなければテレビじゃないじゃ〜ん!!（2004年7月24日・25日）
  - FNS25時間テレビ19 FNS ALLSTARS あっつい25時間テレビ やっぱ楽しくなければテレビじゃないもん!（2005年7月23日・24日）
  - FNS27時間テレビ25 めちゃ²デジッてるッ! 笑顔になれなきゃテレビじゃないじゃ〜ん!!（2011年7月23日・24日）
  - FNS27時間テレビ26 笑っていいとも! 真夏の超団結特大号!! 徹夜でがんばっちゃってもいいかな?（2012年7月21日・22日）
  - 武器はテレビ。SMAP×FNS 27時間テレビ（2014年7月26日・27日）
  - FNS27時間テレビ29 めちゃ²ピンチってるッ! 1億2500万人の本気になれなきゃテレビじゃないじゃ〜ん!!（2015年7月25日・26日）
  - さんま・中居の今夜も眠れない（2014年以降コーナー担当プロデューサー）
- ボクから彼女への10のサプライズ〜劇団ひとり&大沢あかね結婚披露宴特番〜（2010年3月）
- 初詣!爆笑ヒットパレード2012
- 桑田佳祐の音楽寅さん 〜MUSIC TIGER〜2012 “I LOVE YOU -now & forever-” スペシャル（2012年7月11日）
- カスペ!『プレタモリ』（2012年7月17日）
- AKB48第5回選抜総選挙 生放送SP（2013年6月8日）
- 草彅剛の女子アナスペシャル

### AD・ディレクター
レギュラー
- サタスマ『少年頭脳カトリ』
- 新しい波8
- はねるのトびら

### 監修
レギュラー
- めちゃ2イケてるッ!（アドバイザリースタッフ、以前はAP→プロデューサー）

## 出演
- 久保みねヒャダこじらせナイト（2015年7月11日・12月5日） - 『スタジオ横断ウルトラクイズ』の解答者として出演。

## イベント
- テレビっ子!! ～現役プロデューサー、テレビを語る～（早稲田大学、2017年11月4日）[27]